# Палаццо Грасси
Пала́ццо Гра́сси (итал. Palazzo Grassi) — дворец в Венеции, расположенный на Гранд-канале в сестиере (районе) Сан-Марко. Построен в 1748—1772 годах по проекту архитектора Джорджо Массари в стиле неоклассицизма. Последний из дворцов, построенный в период существования Венецианской республики. Известен как место проведения художественных выставок.

## История
В 1732 году братья Дзуанн и Анджело Грасси приобрели на Гранд-канале несколько зданий, среди которых был дом, ныне известный как «Палаццина Грасси», расположенный слева от современного здания, в котором Грасси поселились в ожидании строительства нового жилья. В 1736 году они купили дворец, принадлежавший семье Михиль, между 1738 и 1745 годами завладели другими близлежащими домами. Работы начались в 1748 году, завершение строительства относится к 1772 году, году смерти Паоло Грасси, и, следовательно, в то время, когда архитектор Дж. Массари завершал работу над дворцом Ка-Реццонико, находящимся на противоположном берегу канала.
В период с 1748 по 1772 год дворец принадлежал разным хозяевам и испытал многие перестройки. В 1844 году палаццо приобрёл лирический тенор Антонио Поджи. Почти сразу же он передал его венгру Йожефу Агосту Шёффту, известному художнику, который перед смертью уступил место своей второй жене Джузеппине Линдлау. В 1857 году дворец был продан богатому греческому финансисту барону Симоне де Сина, который внёс существенные изменения в общую структуру дворца. В 1908 году наследники барона де Сины продали здание швейцарскому промышленнику итальянского происхождения Джованни Стуки, который после своей смерти в 1910 году оставил палаццо в собственности своего сына Джан Карло, который встроил в здание лифты, электрические системы и отопление.
В 1949 году, после перехода палаццо в руки венецианского предпринимателя Витторио Чини, здание отошло к многонациональной компании Snia Viscosa, в которую входил Франко Маринотти, один из самых крупных итальянских промышленников того времени. Он основал, финансировал и управлял Международным центром искусства и костюма (Centro Internazionale dell’Arte e del Costume). Он внёс некоторые изменения в архитектуру здания: кровлю двора с верхним светом, замену старого пола мраморной мозаикой и замену сада театром под открытым небом с открывающейся крышей, предназначенным для приёма гостей, показов мод, проведения конференций и художественных выставок. С 1951 по 1958 год здесь проводились важные международные художественные выставки.
В 1983 году Палаццо Грасси было приобретено автомобильным концерном «Fiat». В 1985—1986 годах здание капитально отреставрировано по проекту архитектора Гаэ Ауленти. В 2005 году французский предприниматель, меценат и коллекционер авангардного искусства Франсуа Пино решил купить Палаццо Грасси, чтобы выставить в нём свою коллекцию произведений искусства. С этой целью он доверил модернизацию сооружения японскому архитектору Тадао Андо, который также переоборудовал для второй части коллекции Пино старые здания Пунта-делла-Догана в районе Дорсодуро в Венеции.
В начале 2005 года здание было продано казино, но сохранило функцию выставочного дворца.

## Архитектура
Архитектура Палаццо Грасси не характерна для венецианских палаццо, скорее относится к римскому типу неоклассических зданий: три яруса с чётко выделенными карнизами, вертикальные членения подчёркивают сдвоенные пилястры ионического, выше коринфского ордера, рустовка первого яруса, трёхчастный портал типа серлианы в центре, арочные окна на втором этаже.
Один фасад дворца обращён к Гранд-каналу, а другой — к Кампо-Сан-Самуэле, он выделяется своимиразмерами и белизной мрамора. В центре особняка находится внутренний двор (кортиле) с двухъярусной колоннадой и необычайной мраморной мозаикой, похожий на двор Палаццо Корнер-Спинелли. Двор делит строение на два блока: передний состоит из четырёх боковых комнат и центрального зала, а задний — с меньшими комнатами и парадной лестницей, похожей на лестницу Палаццо Пизани-Моретта, с рельефом и эффектными росписями Микеланджело Морлайтера.

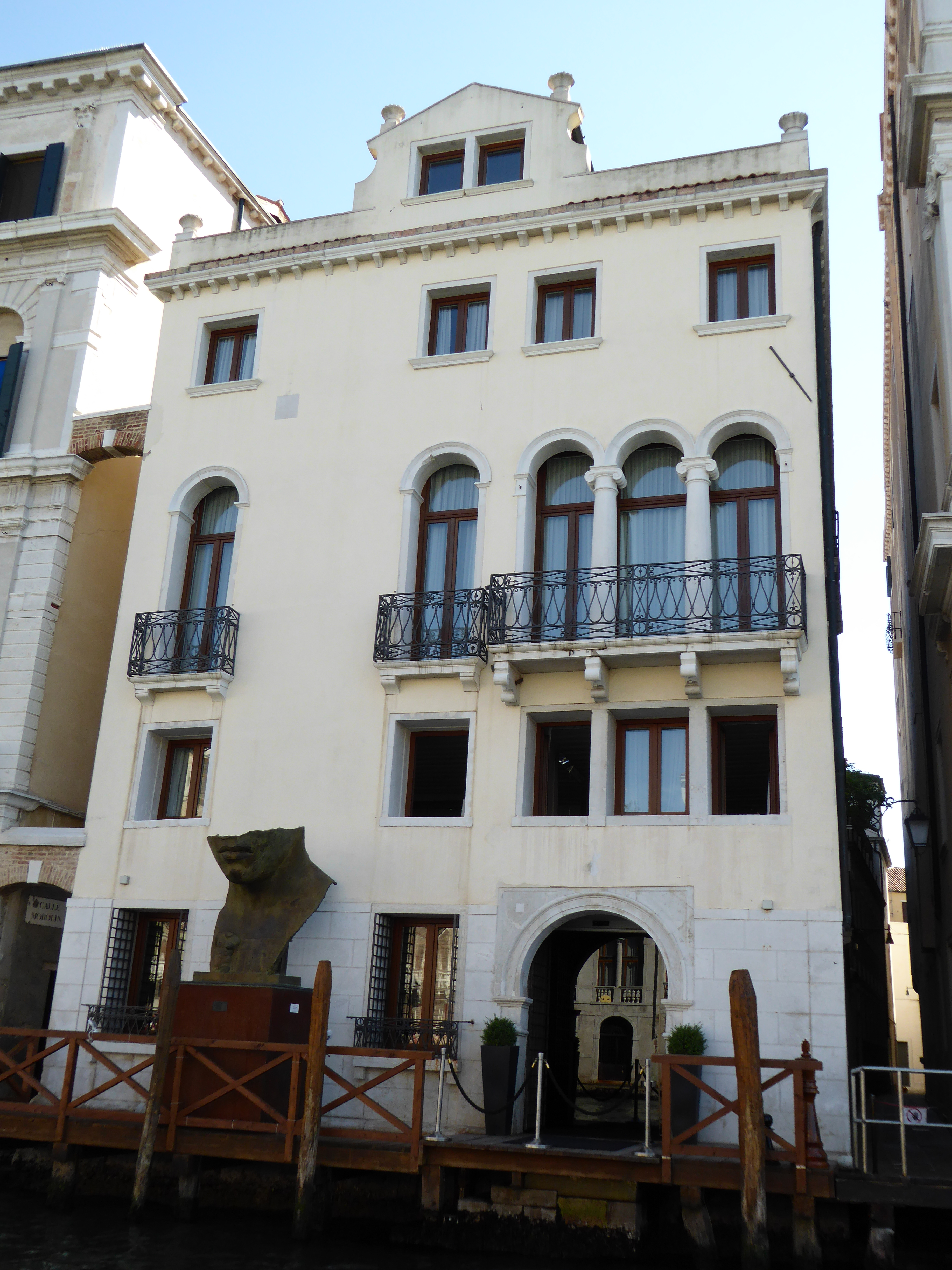
Палаццина Грасси
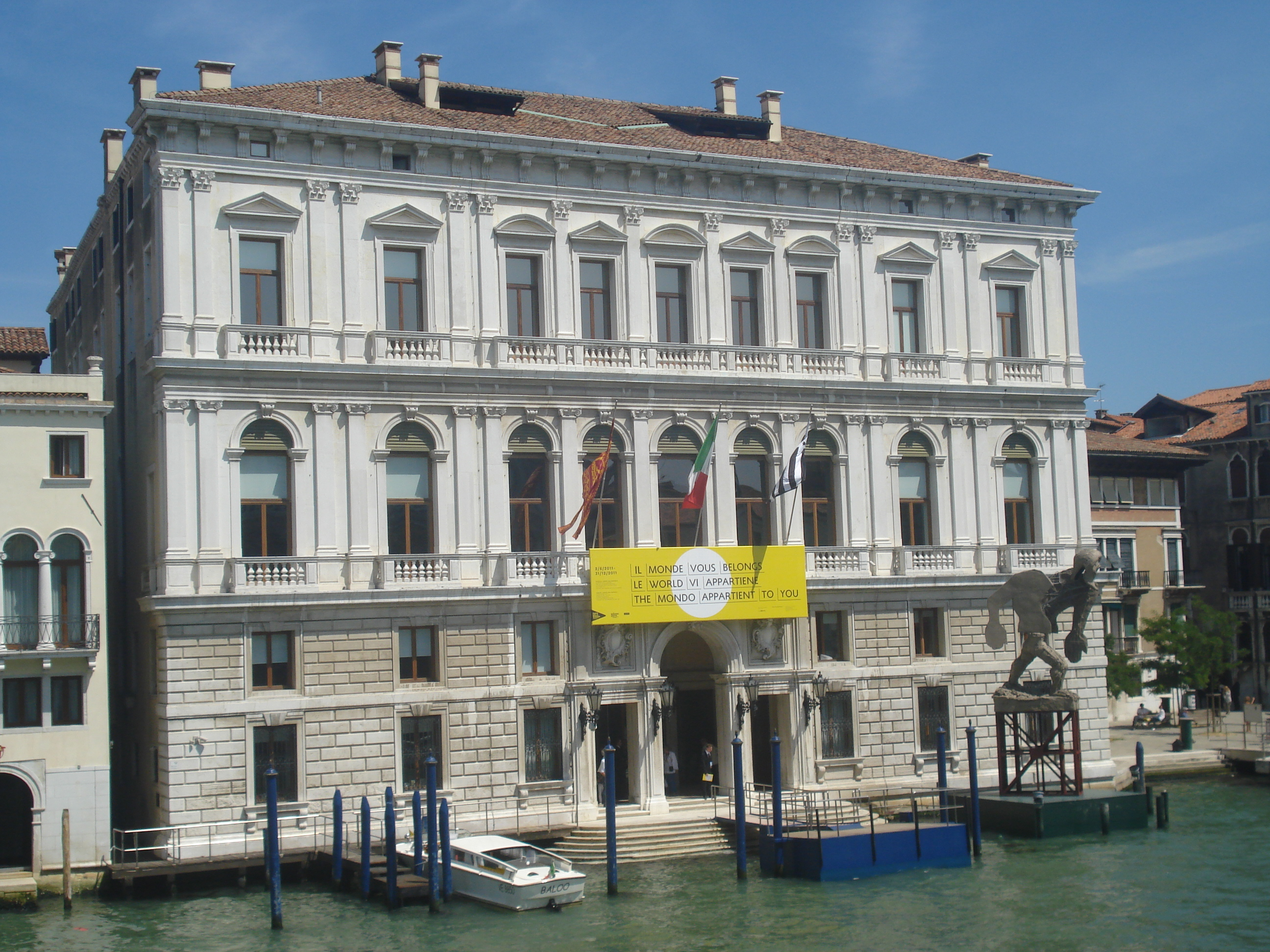
Главный фасад дворца
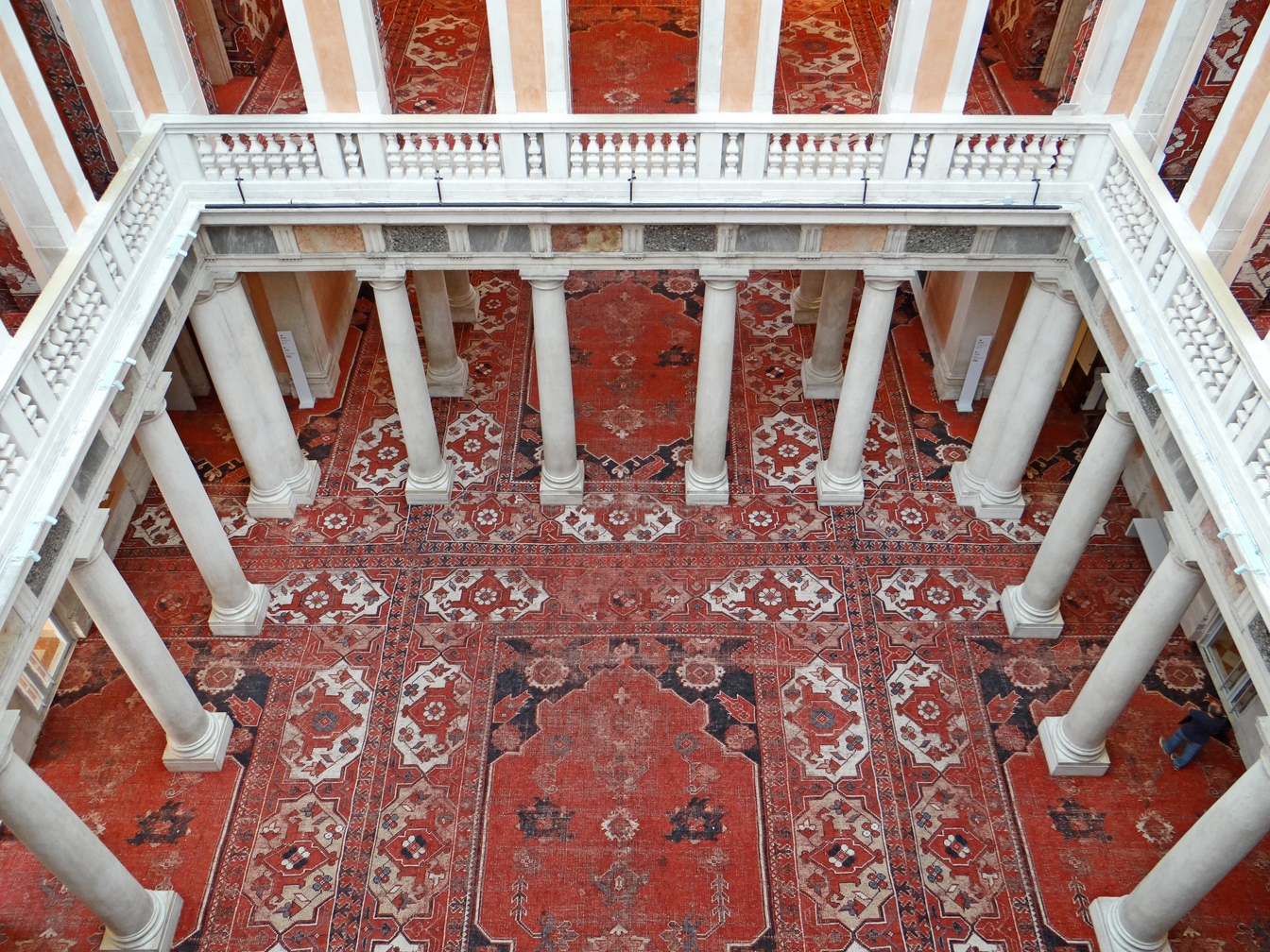
Двор (кортиле)
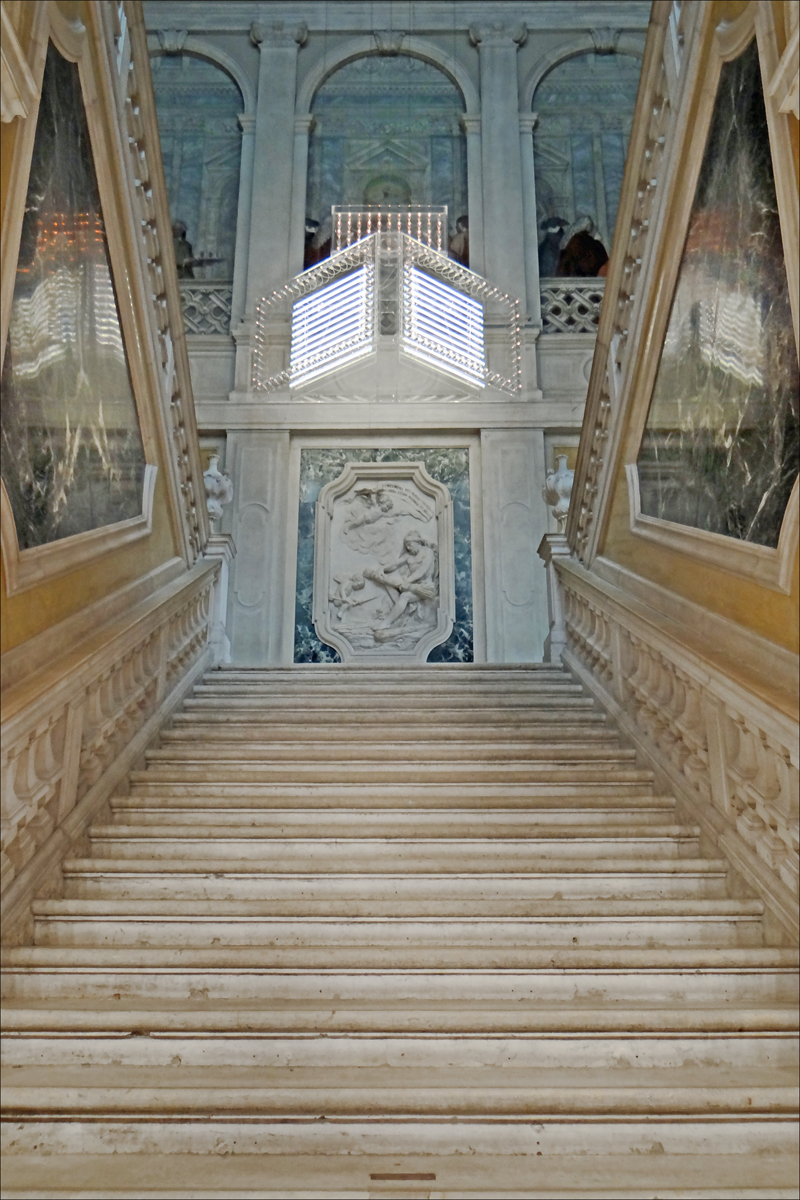
Главная лестница
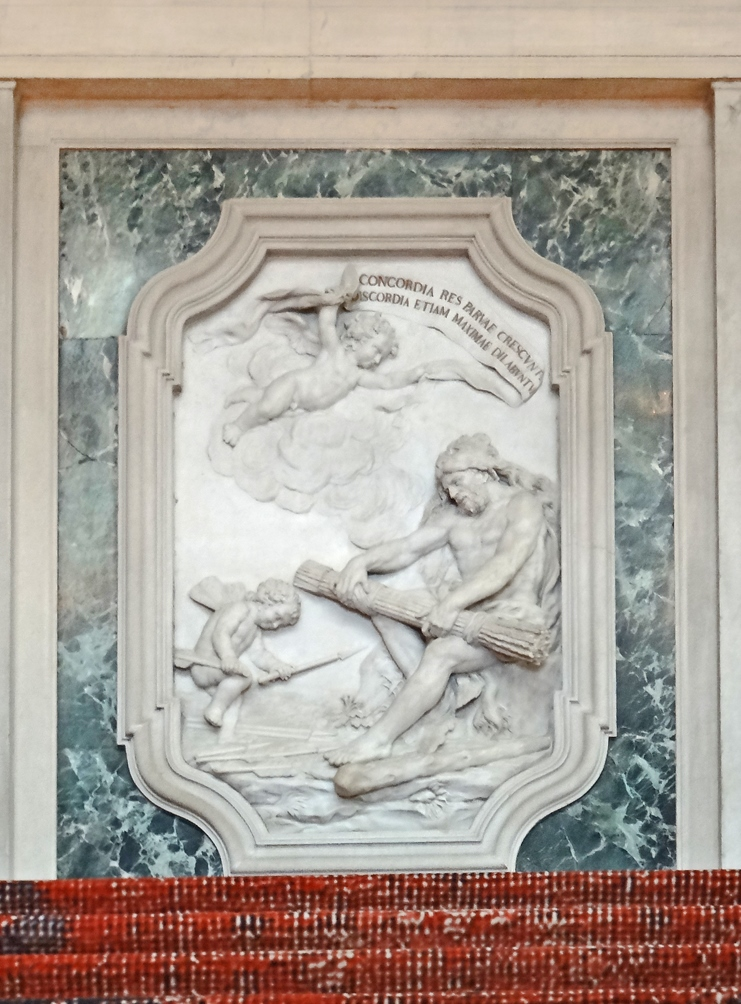
М. Морлайтер. Аллегория Согласия. Барельеф верхней площадки главной лестницы
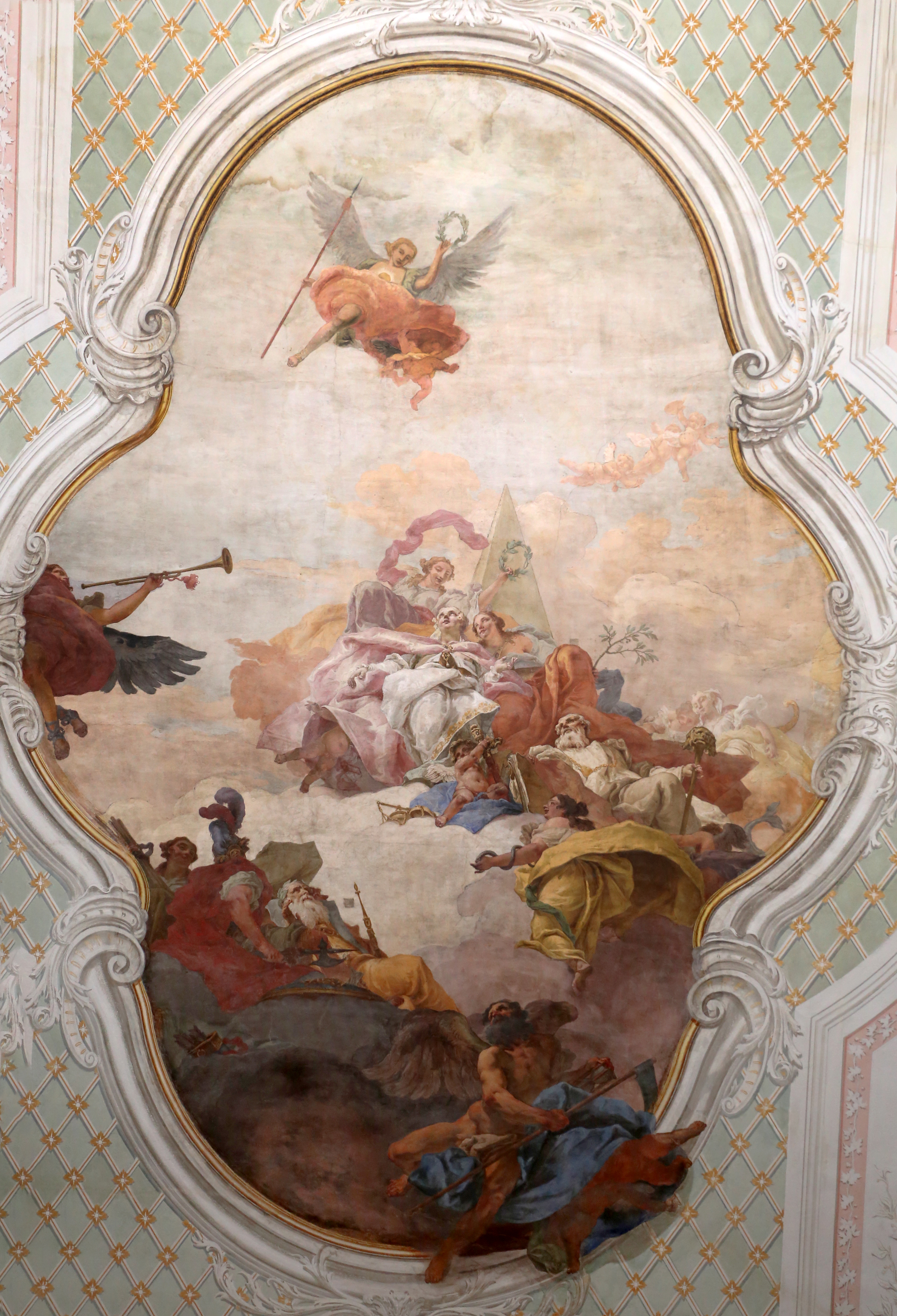
M. Морлайтер. Сцена апофеоза. Плафон главной лестницы
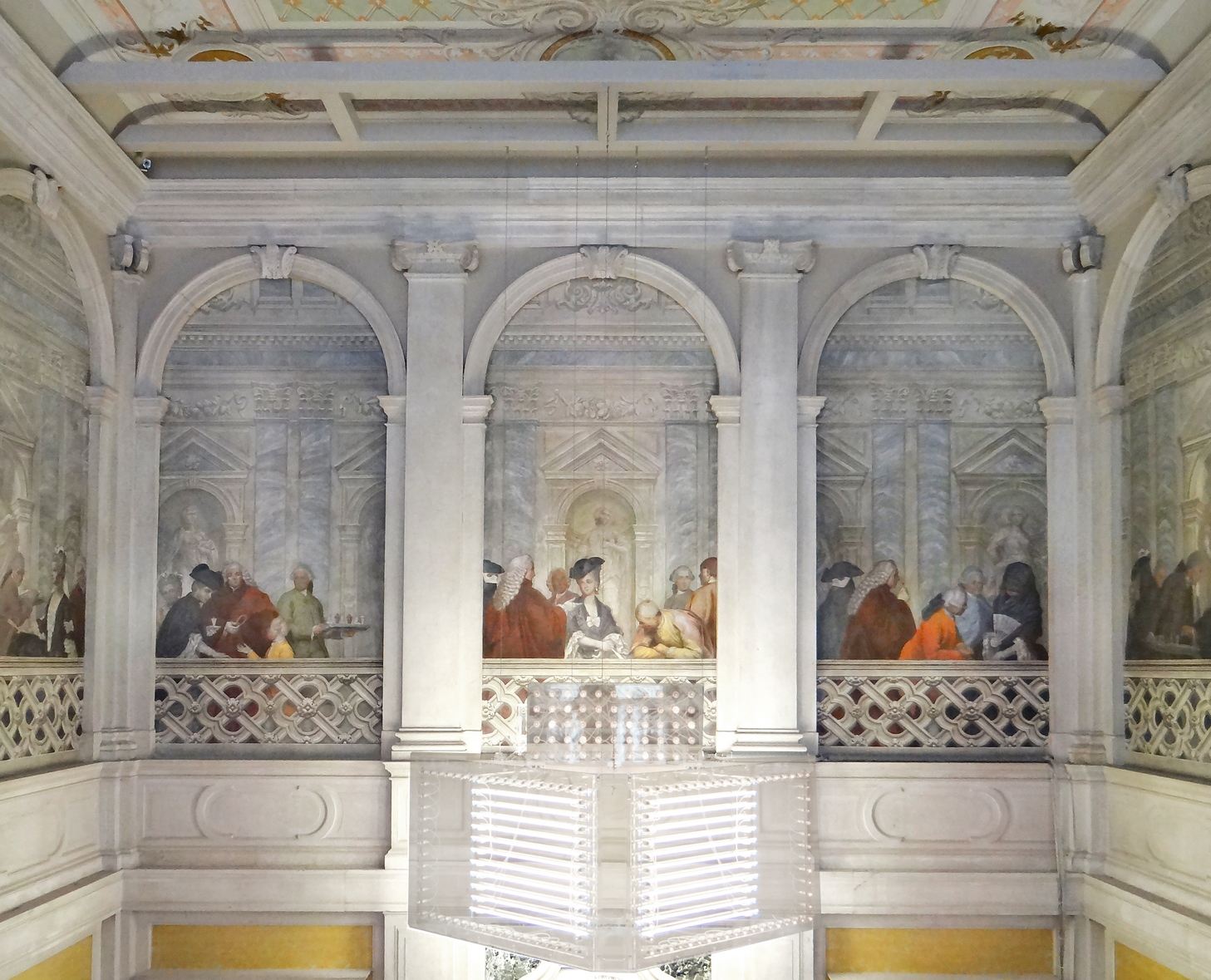
М. Морлайтер. «Обманные росписи» верхнего яруса лестницы палаццо